# Тендерна палата України
Тендерна палата України — неприбуткова спілка громадських організацій, яка діє згідно з чинним законодавством України. Тендерна палата України не веде будь-якої підприємницької діяльності і не має права надавати будь-які платні послуги, а діє виключно з метою виконання завдань, поставлених перед нею статутом.

## Плани щодо змін
Міністерство економіки пропонує покласти функції регулювання, нагляду та координації у сфері державних закупівель на Агентство з питань державних закупівель, яке створюється у сфері управління цього міністерства. Згідно з документом, органом оскарження пропонується призначити Антимонопольний комітет, який розглядатиме скарги при здійсненні державних закупівель. Крім того Мінекономіки пропонує зобов'язати Держкомстат здійснювати моніторинг цін на товари, роботи і послуги, визначати їх базові ціни закупівлі і щомісяця їх оприлюднити на своєму вебсайті в Інтернеті. Законопроєкт визначає основною процедурою закупівлі відкриті торги, але допускає також процедури вільного вибору (якщо сума закупівлі менше 0,5 млн грн і ціна предмета закупівлі не перевищує базову ціну на 15%), запиту цінових пропозицій (сума закупівлі - до 1 млн грн, мінімум три учасники) та закупівлі в одного учасника (за погодженням з розпорядниками держкоштів — до 10 млн грн, з Агентством з питань держзакупівель — до 50 млн грн, з Кабміном — понад 50 млн грн, при цьому ціна предмета нижча від базової +15%). 